# 阮福綿𡪿
阮福綿𡪿（越南语：／；1817年1月4日—1865年2月1日），原名阮福綿安（越南语：／），嗣德十四年（1861年）避孝昭皇后段氏安諱改今名。越南阮朝明命帝第六子，生母賢妃吳氏政，越南詩人。

## 生平
嘉隆十五年十一月二十七日（1817年1月4日），阮福綿安在順化皇城出生。明命十一年（1830年），受封為富平公（越南语：／）。明命十七年（1836年），兼攝宗人府右宗人。嗣德十七年（1864年）十二月，庶子阮福洪槢起兵叛亂，失敗被殺。阮福綿𡪿受到連累，革除封爵。次年正月六日（1865年2月1日），阮福綿𡪿鬱鬱而終，壽五十歲。嗣德帝加恩開復其為富平郡公（越南语：／），但不予賜諡，以示有別。嗣德三十一年（1878年），適逢嗣德帝五十大壽，再加恩追復為富平公（越南语：／）。在香茶縣春陽社建祠祭祀。保大十二年（1937年），又追贈為富平郡王（越南语：／），賜諡莊恭。

## 子女
阮福綿𡪿有10子7女，後裔按御賜木字部起名。
- 長子阮福洪桂，初封懷恩亭侯，後襲封畿外侯，因不能調解府內關係，被奪爵。
- 子阮福洪檡
- 七子阮福洪榮，建福元年襲封富平侯，保大初年，因其父追贈為郡王，按例晉爵富平郡公。
  - 孫阮福膺桐，協佐大學士致事，保大十五年襲封富平鄉公。
- 子阮福洪槢

## 影視形象
| 演員 | 年份   | 影視作品 | 備註  |
| 辉煌 | 2019年 | 《鳳扣》 | [ 6 ] |